# Règlement international pour prévenir les abordages en mer

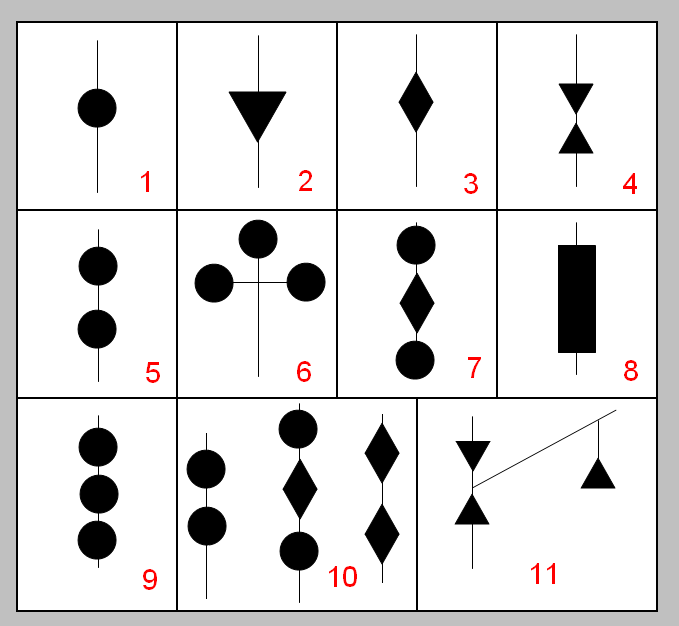
Signalisation de jour du RIPAM

Le règlement international pour prévenir les abordages en mer (RIPAM), aussi appelé ColReg ou ColReg 72 de son nom anglais Collision Regulations 1972, est un des règlements de l'organisation maritime internationale. La traduction française officielle est l'ouvrage 2 du Service hydrographique et océanographique de la Marine . Ce document publié début 2016 combine et remplace les précédents ouvrages 2A (texte) et 2B (planches).
Son but est de fixer des règles de « priorité » (le terme exact utilisé étant « privilège » ) entre les navires. Ces règles se basent sur la visibilité, la zone de navigation, la direction relative des navires, sur leur capacité de manœuvre, leur type (navire en situation de pêche, en remorquage ... ) et sur leurs moyens de propulsion. Le règlement normalise aussi les feux et différentes marques qu'arborent les navires.

## Idée générale
Chaque mot utilisé dans ce règlement a son importance, ainsi par exemple, on ne parle pas de navire « prioritaire », mais de navire « privilégié », ce dernier possède la « priorité » au sens large du terme, de conserver sa route et sa vitesse, néanmoins, ce navire privilégié peut manœuvrer dans certains cas. Il s'agit d'une obligation qui est à mettre en parallèle de celle de l'autre navire qui est l'obligation de s'écarter et de laisser la place à son vis-à-vis avec lequel le risque de collision est avéré . Dans certaines situations il peut ne pas y avoir de navire privilégié, par exemple deux navires à propulsion mécanique faisant des routes directement opposées, les deux navires doivent manœuvrer sur leur tribord. D'autres situations peuvent inclure plus de deux navires, et devenir rapidement compliquées, la réduction de vitesse permet alors de prendre plus de temps pour analyser la situation (règle 8.e).
Le but est bien de prévenir (éviter) les abordages (collisions) en mer. En dernier recours le navire dit « privilégié » a le devoir d'éviter la collision par tous les moyens qui lui sont possibles, si le navire « non privilégié » n'applique pas les règles (règle 17.b) ce qui explique l'absence d'utilisation du terme prioritaire .
Les règles du RIPAM s'appliquent à tous les navires en haute mer et dans les eaux attenantes accessibles aux navires de mer (règle 1.a).

## Structure de l'ouvrage
Dans la partie B, il convient de bien noter les trois sections: la première concerne la conduite des navires dans toutes les conditions de visibilité, la deuxième la conduite des navires en vue les uns des autres, et la troisième la conduite des navires par visibilité réduite. Les sections deux et trois ne sont pas compatibles, la règle 19, à elle seule, gère la visibilité réduite. Les privilèges n'existent plus dans la troisième section.
1. Partie A - Généralités (Règles 1 à 3)
2. Partie B – Règles de barre et de routes (Règles 4 à 19)
  - Section I –  Conduite des navires dans toutes les conditions de visibilité.(Règles 4 à 10) 
    - Règle 5 : Obligation de veille permanente.
    - Règle 6 : Vitesse de sécurité adaptée aux conditions existantes.
    - Règle 7 : Détermination du risque d'abordage.
    - Règle 8 : Manœuvre pour éviter les abordages.
    - Règle 9 : Navigation dans les chenaux étroits.
    - Règle 10 : Navigation dans les dispositifs de séparation du trafic.

  - Section II –  Conduite des navires en vue les uns des autres (Règles 11 à 18) 
    - Règle 12 : Les navires à voile.
    - Règle 13 : Définition du navire rattrapant.
    - Règle 14 : Navires faisant des routes directement opposées.
    - Règle 15 : Navires dont les routes se croisent.
    - Règle 16 : Manœuvre du navire non privilégié.
    - Règle 17 : Manœuvre du navire privilégié.
    - Règle 18 : Responsabilités réciproques des navires.

  - Section III –  Conduite des navires par visibilité réduite (Règle 19)
3. Partie C – Feux et marques (Règles 20 à 31)
4. Partie D – Signaux sonores et lumineux (Règles 32 à 37)
5. Partie E – Exemptions (Règle 38)
6. Annexe I : Emplacement et caractéristiques techniques des feux et marques.
7. Annexe II : Signaux supplémentaires des navires de pêche pêchant à proximité les uns des autres
8. Annexe III : Caractéristiques techniques du matériel de signalisation sonore
9. Annexe IV : Signaux de détresse